# Tom Hooper (cineasta)
Thomas George "Tom" Hooper (Londres, Inglaterra; 5 de octubre de  1972) es un director, guionista y productor británico, ganador de un Óscar. Su película El discurso del rey ganó cuatro premios Óscar, entre ellos mejor director y mejor película.

## Filmografía
- 1992: Painted Faces (corto de TV)
- 1995: Voice (corto de TV)
- 1997: Byker Grove (serie)
- 1998: EastEnders: The Mitchells - Naked Truths (vídeo)
- 1999: Cold Feet (serie de TV)
- 1999-2000: EastEnders (serie)
- 2001: Love in a Cold Climate (miniserie de TV)
- 2002 Daniel Deronda (serie)
- Prime Suspect 6: The Last Witness
- 2004: Tierra de sangre
- 2005: Elizabeth I (miniserie de TV)
- 2006: Longford (película de TV)
- 2008: John Adams (miniserie de TV)
- 2009: The Damned United
- 2010: El discurso del rey
- 2012: Los Miserables
- 2015: La chica danesa
- 2019: Cats
- 2019: "His dark materials (serie de tv)

## Premios y nominaciones
Premios Óscar
| Año  | Categoría      | Película            | Resultado |
| ---- | -------------- | ------------------- | --------- |
| 2011 | Mejor director | El discurso del rey | Ganador   |

| Año  | Premio                                                       | Categoría                                                                  | Título              | Resultado |
| ---- | ------------------------------------------------------------ | -------------------------------------------------------------------------- | ------------------- | --------- |
| 2004 | International Film Festival of India - Special Jury Award    | Premio especial del jurado                                                 | Tierra de sangre    | Ganador   |
| 2004 | Primetime Emmy                                               | Dirección sobresaliente de una Miniserie, Película o Especial Dramático    | Prime Suspect 6     | Nominado  |
| 2005 | Bangkok International Film Festival - Golden Kinnaree Award  | Mejor película                                                             | Red Dust            | Nominado  |
| 2006 | Primetime Emmy                                               | Dirección sobresaliente de una Miniserie, Película o Especial Dramático    | Elizabeth I         | Ganador   |
| 2007 | British Academy Television Craft Award                       | Mejor director                                                             | Longford            | Nominado  |
| 2007 | British Academy Television Awards                            | Mejor drama unitario                                                       | Longford            | Ganador   |
| 2008 | Primetime Emmy                                               | Dirección sobresaliente de una miniserie, película o especial dramático    | John Adams          | Nominado  |
| 2009 | Directors Guild of America                                   | Logro sobresaliente en dirección de una película o miniserie de televisión | John Adams          | Nominado  |
| 2010 | Hollywood Award                                              | Hollywood Film Director                                                    | El discurso del rey | Ganador   |
| 2010 | British Independent Film Awards                              | Mejor director                                                             | El discurso del rey | Nominado  |
| 2010 | Detroit Film Critics Society Award                           | Mejor director                                                             | El discurso del rey | Nominado  |
| 2010 | Chicago Film Critics Association Award                       | Mejor director                                                             | El discurso del rey | Nominado  |
| 2010 | Satellite                                                    | Mejor director                                                             | El discurso del rey | Nominado  |
| 2010 | Dallas-Fort Worth Film Critics Association Award             | Mejor director                                                             | El discurso del rey | Nominado  |
| 2010 | Las Vegas Film Critics Society (Premios Sierra)              | Mejor director                                                             | El discurso del rey | Nominado  |
| 2010 | St. Louis Gateway Film Critics Association Award             | Mejor director                                                             | El discurso del rey | Nominado  |
| 2010 | Central Ohio Film Critics Association Award                  | Mejor director                                                             | El discurso del rey | Nominado  |
| 2010 | Alianza de periodistas cinematográficas mujeres (Premio EDA) | Mejor director                                                             | El discurso del rey | Nominado  |
| 2010 | Critics' Choice Movie Award                                  | Mejor director                                                             | El discurso del rey | Nominado  |
| 2010 | Globo de oro                                                 | Mejor director                                                             | El discurso del rey | Nominado  |
| 2010 | Directors Guild of America                                   | Dirección sobresaliente - Feature Film                                     | El discurso del rey | Nominado  |
| 2010 | London Film Critics' Circle                                  | Director británico del año                                                 | El discurso del rey | Nominado  |
| 2010 | British Academy Film                                         | Premio BAFTA a la mejor dirección                                          | El discurso del rey | Nominado  |
| 2010 | British Academy Film                                         | Premio BAFTA a la mejor película                                           | El discurso del rey | Nominado  |
| 2010 | Independent Spirit                                           | Mejor película extranjera                                                  | El discurso del rey | Ganador   |
| 2019 | Premios Golden Raspberry                                     | Peor director                                                              | Cats                | Ganador   |